# Горбачёв, Михаил Константинович
Михаи́л Константи́нович Горбачёв (бел. Міхаіл Канстанцінавіч Гарбачоў; 29 июля 1983) — белорусский футболист, защитник.

## Карьера
В составе «Белшины» в году стал обладателем Кубка и чемпионом Беларуси, а в 2005 победителем первенства Первой лиги. После того, как «Белшина» заняла последнее место в сезоне Высшей лиги 2006, перешёл в новополоцкий «Нафтан», где сразу стал игроком основного состава и помог стать обладателем Кубка 2008/09.
В январе 2013 года вернулся в «Белшину». В бобруйском клубе играл на позиции центрального защитника. В декабре 2013 года продлил контракт с клубом.
В сезоне 2014 продолжал играть на позиции защитника, чередуясь с Артёмом Бобухом и Валерием Каршакевичем. С апреля по июнь 2014 года отсутствовал на поле из-за травм. В сезоне 2015 оставался основным центральным защитником команды, образуя связку с Артёмом Бобухом или Олегом Карамушкой.
В январе 2016 года стало известно, что новое руководство «Белшины» планирует распрощаться с большей частью игроков, в том числе и Горбачёвым. В феврале стал игроком «Нафтана», где был основным правым защитником. В январе 2017 года продлил контракт с новополочанами. В первой половине сезона 2017 играл на позиции центрального защитника, однако позднее потерял место в составе.
В январе 2018 года тренировался с «Крумкачами», а в феврале подписал контракт с «Белшиной». В июле перешёл в «Лиду», где стал игроком основного состава. По окончании сезона в ноябре 2018 года покинул клуб.

### В сборной
В 2004—2005 годах вызывался в молодёжную сборную Беларуси, в составе которой участвовал в квалификации к молодёжному чемпионату Европы 2006 года. Но сборная, заняв 4 место в группе, не попала на чемпионат.